# El-Balabisch
El-Balabisch (arabisch البلابيش) ist eine ägyptische Stadt im Gouvernement Sohag, die am östlichen Nilufer etwa 22 km nordwestlich von Nag Hammadi liegt. Östlich der Stadt am Wüstenrand ist ein archäologischer Fundort gleichen Namens bekannt, der Friedhöfe aus mehreren Epochen des Alten Ägypten umfasst.

## Funde
Balabisch wurde 1915 von Gerald A. Wainwright und Thomas Whittemore erforscht, war aber schon vorher von der ägyptischen Altertumsbehörde untersucht worden. Die Friedhöfe stammen aus dem Mittleren und Neuen Reich sowie aus koptischer Zeit und wurden bereits in der Antike ausgeraubt. Einige kleinere Gräber könnten auch in der Spätzeit angelegt worden sein. Archäologen fanden an Hängen außerhalb der Gräber koptische Tonscherben durchmischt mit spätzeitlichen Artefakten, was darauf hindeutet, dass die Gräber von koptischen Einsiedlern ausgeräumt und wiederverwendet wurden. Der Friedhof aus dem Neuen Reich enthielt unter anderem ägyptische und aus Vorderasien importierte Töpferwaren, kleine einhenklige Bilbil-Krüge und zweihenklige Salbfläschchen, daneben einen Uschebti aus Kalkstein und einen beschrifteten Herzskarabäus aus Schiefer.

## Pfannengräber-Friedhof
Zu den bedeutendsten Funden in Balabisch gehört ein Friedhof der Pfannengräberkultur. Die Gräber waren etwa 1,5 m tief und damit deutlich tiefer als die Pfannengräber, die Flinders Petrie in Hu ausgrub. Es wurden insgesamt 21 runde und 13 ovale Gräber freigelegt, die kontrahierte Bestattungen und typische Pfannengräber-Beigaben aufwiesen. Zwischen diesen verstreut in Richtung des Friedhofs aus dem Neuen Reich befanden sich auch 15 rechteckige Gräber mit Körpern in gestreckter Position. Sämtliche Gräber waren nördlich bis nordwestlich ausgerichtet und folgten damit dem Verlauf des Nils in Balabisch.
Die Grabbeigaben der Pfannengräberkultur in Balabisch unterschieden sich von ägyptischen Grabbeigaben durch eine große Anzahl an Ledergegenständen, insbesondere durch Lederkleidung mit in Säumen genähten Perlen und Unterarmstulpen für Bogenschützen, die teils verziert und teils unverziert waren. In sechs Gräbern wurden Ledersandalen gefunden, die sich von bisher bekannten ägyptischen aus der Zeit des Neuen Reiches unterschieden. Die Perlen wurden aus vom Roten Meer importierten Muscheln und Straußeneiern hergestellt, Perlen aus Karneol und blauem Glas kamen ebenso häufig vor. Ein Grab enthielt ein typisches Pfannengräber-Armband aus zusammengeschnürten, flachen, rechteckigen Muschelperlen. Zu den am häufigsten auftretenden Keramiktypen zählen die für Pfannengräber typische schwarzrandige, rote Keramik und die geriffelte Keramik aus Nilton.